# Polly Moller
Polly Moller ist eine US-amerikanische Komponistin, Flötistin und Improvisationsmusikerin.
Die in Oakland lebende Musikerin Moller veröffentlichte seit 1995 vier Soloalben. Sie ist Mitglied der Gruppen Reconaissance Fly und ReCardiacs Fly sowie der Gesellschaft für zeitgenössische klassische Musik Sequenza 21 und Mitbegründerin und Vorstandsmitglied der Musikgesellschaft Outsound Presents. Mit Les Hutchins bildet sie das Duo No More Twist!
Moller trat unter anderem beim Big Sur Experimental Music Festival und beim Woodstockhausen Festival auf. Am Flute Festival Mid South beteiligte sie sich mit dem Performance-Workshop You May Already Be a Performance Artist. Ihr Flötenquartett Remove Before Flight, ein Auftragswerk des Hiller Aviation Museum, wurde 2005 uraufgeführt. Für das 60x60-Projekt von Vox Novus komponierte sie Cold Blood für Sprecher und Elektronik. Sie erhielt u. a. Preise des American Composers Forum Subito Program, des American Composers Community Partners Program und der National Foundation for the Advancement in the Arts.

## Diskographie
- Taste the Wall, Silver Wheel Music, 1999
- Summerland, Silver Wheel Music, 1999
- Diogenes, Silver Wheel Music, 2003
- Not Made of Stone, Aria, 2007